# 夜の大捜査線/霧のストレンジャー
『夜の大捜査線/霧のストレンジャー』（よるのだいそうさせん/きりのストレンジャー、The Organization）は1971年のアメリカ合衆国のサスペンス映画。監督はドン・メドフォード、出演はシドニー・ポワチエとバーバラ・マクネアなど。
第40回アカデミー賞で作品賞などを受賞した1967年の映画『夜の大捜査線』から続く黒人刑事ヴァージル・ティッブスが主人公の第3作である。
日本でのテレビ放映時のタイトルとして『新・夜の大捜査線』がある。

## ストーリー
サンフランシスコの家具会社に盗賊が押し入った。犯人グループは誘拐してきたジョン・ビショップという会社役員を脅迫し、金庫を開けさせる。金庫の中にはヘロインが詰まっていた。犯人一味はヘロインを強奪し、会社の正門を爆破して逃走する。警察官が現場に駆け付けるとビショップは何者かに殺害されており、サンフランシスコ市警のティッブス警部が捜査を始める。その後、犯人一味からティッブスに連絡が入る。ティッブスが彼らの隠れ家に行くと、犯人たちはヘロインを盗んだのは自分たちであり、麻薬密輸組織に復讐するために犯行に及んだというのだ。彼らは、いずれも麻薬のために家族を失った者たちであった。家具会社は組織の隠れ蓑であり、門を爆破したのは警察に気付かせるためであったが、ビショップを殺したのは自分たちではないと言い張る。組織壊滅に協力してほしいと申し出る若者たちの要請を当初は断ったティッブスだったが、やがて彼らに力を貸すことになる。しかし、組織の魔の手は彼らに迫っていた。一人、また一人と組織の放った殺し屋に仲間を消されていく中で、ティッブスは誘拐犯に協力した罪を問われ職を解かれてしまう。巨悪に立ち向かうティッブスの孤独な戦いが始まった。まず、組織にヘロイン取引を持ちかけ、組織の殺し屋たちを地下鉄の工事現場に誘い込み、激しい銃撃戦の末に殺し屋を射殺。現場から逃走した自動車のナンバープレートから組織の幹部を突き止め、幹部2人の逮捕に向かう。巨大な組織犯罪の闇が暴かれるかにみえたが、先回りした組織の殺し屋によって幹部2人はティッブスの眼前で射殺されてしまう。呆然と立ちすくむティッブス。やりきれない思いを胸に彼は現場を立ち去るのであった。

## キャスト
| 役名                   | 俳優                         | 日本語吹替 |
| 役名                   | 俳優                         | フジテレビ版 |
| ---------------------- | ---------------------------- | --- |
| ヴァージル・ティッブス | シドニー・ポワチエ           | 田中信夫 |
| ジャック・ペコーラ     | ジェラルド・S・オローリン    | 寺島幹夫 |
| モーガン夫人           | シェリー・ノース             | 森田育代 |
| ジェサップ             | バーニー・ハミルトン         | 雨森雅司 |
| バレリー・ティッブス   | バーバラ・マクネア           | 弥永和子 |
| ボブ・アルフォード     | フレッド・ベア               | |
| ウィリアム・マーティン | グラハム・ジャービス         | |
| ジョン・メンドーザ     | ラウル・ジュリア             | |
| ジョー・ペラレス       | ロン・オニール               | |
| ステイシー・ベイカー   | ジェームズ・A・ワトソン・Jr. | |
| ベンジー               | アレン・ガーフィールド       | |
| 不明 その他            |                              | 杉田俊也 市川治 池田勝 伊武雅之 古川登志夫 石丸博也 松田重治 高石有子 村松康雄 藤城裕士 国坂伸 加藤正之 西村知道 田口昴 松田辰也 |
|                        |                              | |
| 演出                   | 演出                         | 加藤敏 |
| 翻訳                   | 翻訳                         | 佐藤一公 |
| 効果                   | 効果                         | 遠藤堯雄/桜井俊哉 |
| 調整                   |                              | |
| 制作                   | 制作                         | 東北新社 |
| 解説                   | 解説                         | 高島忠夫 |
| 初回放送               | 初回放送                     | 1978年1月9日 『ゴールデン洋画劇場』                                                                                              |

## 作品の評価
Rotten Tomatoesによれば、6件の評論のうち高評価は33%にあたる2件で、平均点は10点満点中5.7点となっている。